# Freddy Rech
Freddy Rech (ur. 7 lutego 1980 w Albertville) – francuski narciarz alpejski, czterokrotny medalista mistrzostw świata juniorów.

## Kariera
Po raz pierwszy na arenie międzynarodowej Freddy Rech pojawił się 12 grudnia 1995 roku w Les Menuires, gdzie w zawodach FIS Race zajął 44. miejsce w gigancie. W 1997 roku wystartował na mistrzostwach świata juniorów w Schladming, gdzie jego najlepszym wynikiem było dziewiętnaste miejsce w supergigancie. Na rozgrywanych rok później mistrzostwach świata juniorów w Megève zdobył złoty medal w tej samej konkurencji, wyprzedzając Słoweńca Andreja Jermana oraz Konrada Hariego ze Szwajcarii. Kolejne medale zdobył na mistrzostwach świata juniorów w Pra Loup w 1999 roku, zajmując drugie miejsce w supergigancie i gigancie. Ostatni sukces w tej kategorii wiekowej osiągnął podczas mistrzostw świata juniorów w Quebecu, zajmując trzecie miejsce w gigancie. W zawodach tych wyprzedzili go tylko Austriak Georg Streitberger i Słoweniec Bernard Vajdič.
W zawodach Pucharu Świata zadebiutował 5 marca 2000 roku w Kvitfjell, zajmując 44. miejsce w supergigancie. Pierwsze pucharowe punkty zdobył 28 lutego 2004 roku w Kranjskiej Gorze, zajmując piąte miejsce w tej samej konkurencji. Była to jego najlepsza lokata w zawodach tego cyklu. Najlepsze wyniki osiągnął w sezonie 2003/2004, który ukończył na 88. miejscu w klasyfikacji generalnej. W 2005 roku wystartował w gigancie podczas mistrzostw świata w Bormio, zajmując dziewiętnaste miejsce. Trzykrotnie zdobywał medale mistrzostw Francji: srebrny w gigancie w 1997 roku, brązowy w zjeździe w 2000 roku oraz brązowy w supergigancie w 2006 roku. W 2008 roku zakończył karierę.

## Osiągnięcia

### Mistrzostwa świata
| Miejsce | Dzień    | Rok  | Miejscowość | Konkurencja | Czas biegu  | Strata  | Zwycięzca     |
| ------- | -------- | ---- | ----------- | ----------- | ----------- | ------- | ------------- |
| 19.     | 9 lutego | 2005 | Bormio      | Gigant      | 2:50,41 min | +4,00 s | Hermann Maier |

### Mistrzostwa świata juniorów
| Miejsce | Dzień     | Rok  | Miejscowość | Konkurencja | Czas biegu  | Strata  | Zwycięzca             |
| ------- | --------- | ---- | ----------- | ----------- | ----------- | ------- | --------------------- |
| 29.     | 26 lutego | 1997 | Schladming  | Zjazd       | 1:32,21 min | +2,51 s | Matteo Berbenni       |
| 19.     | 27 lutego | 1997 | Schladming  | Supergigant | 1:14,96 min | +1,29 s | Martin Stocker        |
| 29.     | 28 lutego | 1997 | Schladming  | Gigant      | 2:00,57 min | +8,37 s | Benjamin Raich        |
| 12.     | 26 lutego | 1998 | Megève      | Zjazd       | 1:20,39 min | +0,96 s | Andreas Buder         |
| 1.      | 27 lutego | 1998 | Megève      | Supergigant | 1:27,52 min | -       | -                     |
| 28.     | 28 lutego | 1998 | Megève      | Gigant      | 2:01,62 min | +4,12 s | Benjamin Raich        |
| DSQ2    | 1 marca   | 1998 | Megève      | Slalom      | 1:23,06 min | -       | Benjamin Raich        |
| 2.      | 10 marca  | 1999 | Pra Loup    | Zjazd       | 1:08,50 min | +1,45 s | Klaus Kröll           |
| 2.      | 11 marca  | 1999 | Pra Loup    | Supergigant | 1:11,87 min | +0,20 s | Manfred Gstatter      |
| 2.      | 13 marca  | 1999 | Pra Loup    | Gigant      | 1:48,10 min | +0,32 s | Christoph Alster      |
| 28.     | 14 marca  | 1999 | Pra Loup    | Slalom      | 1:34,96 min | +7,49 s | Massimiliano Blardone |
| 5.      | 21 lutego | 2000 | Québec      | Zjazd       | 1:10,77 min | +0,93 s | Thomas Graggaber      |
| 11.     | 22 lutego | 2000 | Québec      | Supergigant | 1:15,69 min | +1,34 s | Klaus Kröll           |
| 3.      | 26 lutego | 2000 | Québec      | Gigant      | 1:52,09 min | +0,34 s | Georg Streitberger    |

### Puchar Świata

#### Miejsca w klasyfikacji generalnej
- sezon 2003/2004: 88.
- sezon 2004/2005: 116.

#### Miejsca na podium
Rech nie stawał na podium zawodów PŚ.